# Đội tuyển bóng đá quốc gia Perú
Đội tuyển bóng đá quốc gia Peru (tiếng Tây Ban Nha: Selección de fútbol de Perú) là đội tuyển cấp quốc gia của Peru do Liên đoàn bóng đá Peru quản lý.
Trận thi đấu quốc tế đầu tiên của đội tuyển Peru là trận gặp đội tuyển Uruguay vào năm 1927. Thành tích tốt nhất của đội cho đến nay là 2 lần lọt vào tứ kết World Cup ở các giải năm 1970 và 1978, bên cạnh 2 chức vô địch Nam Mỹ giành được vào các năm 1939 và 1975. Ngoài ra, đội cũng đã lọt vào bán kết Cúp Vàng CONCACAF 2000 khi tham dự giải với tư cách khách mời.

## Danh hiệu
- Vô địch Nam Mỹ: 2

Vô địch (2): 1939; 1975
Hạng ba (7): 1927; 1935; 1949; 1955; 1979; 1983; 2011; 2015
- Cúp Vàng CONCACAF

Bán kết: 2000

## Thành tích quốc tế

### Giải vô địch bóng đá thế giới
Tính đến nay, đội tuyển Peru đã có 5 lần tham dự vòng chung kết Giải vô địch bóng đá thế giới, bao gồm cả giải đấu đầu tiên tại Uruguay. Thành tích tốt nhất của đội là 2 lần lọt vào tứ kết.
| Năm           | Thành tích               | Thứ hạng                 | Số trận                  | Thắng                    | Hòa                      | Thua                     | Bàn thắng                | Bàn thua                 |
| ------------- | ------------------------ | ------------------------ | ------------------------ | ------------------------ | ------------------------ | ------------------------ | ------------------------ | ------------------------ |
| 1930          | Vòng bảng                | 10th                     | 2                        | 0                        | 0                        | 2                        | 1                        | 4                        |
| 1934          | Bỏ cuộc                  | Bỏ cuộc                  | Bỏ cuộc                  | Bỏ cuộc                  | Bỏ cuộc                  | Bỏ cuộc                  | Bỏ cuộc                  | Bỏ cuộc                  |
| 1938          | Không tham dự            | Không tham dự            | Không tham dự            | Không tham dự            | Không tham dự            | Không tham dự            | Không tham dự            | Không tham dự            |
| 1950 đến 1954 | Bỏ cuộc                  | Bỏ cuộc                  | Bỏ cuộc                  | Bỏ cuộc                  | Bỏ cuộc                  | Bỏ cuộc                  | Bỏ cuộc                  | Bỏ cuộc                  |
| 1958 đến 1966 | Không vượt qua vòng loại | Không vượt qua vòng loại | Không vượt qua vòng loại | Không vượt qua vòng loại | Không vượt qua vòng loại | Không vượt qua vòng loại | Không vượt qua vòng loại | Không vượt qua vòng loại |
| 1970          | Tứ kết                   | 6th                      | 4                        | 2                        | 0                        | 2                        | 9                        | 9                        |
| 1974          | Không vượt qua vòng loại | Không vượt qua vòng loại | Không vượt qua vòng loại | Không vượt qua vòng loại | Không vượt qua vòng loại | Không vượt qua vòng loại | Không vượt qua vòng loại | Không vượt qua vòng loại |
| 1978          | Tứ kết                   | 8th                      | 6                        | 2                        | 1                        | 3                        | 7                        | 12                       |
| 1982          | Vòng 1                   | 20th                     | 3                        | 0                        | 2                        | 1                        | 2                        | 6                        |
| 1986 đến 2014 | Không vượt qua vòng loại | Không vượt qua vòng loại | Không vượt qua vòng loại | Không vượt qua vòng loại | Không vượt qua vòng loại | Không vượt qua vòng loại | Không vượt qua vòng loại | Không vượt qua vòng loại |
| 2018          | Vòng 1                   | 20th                     | 3                        | 1                        | 0                        | 2                        | 2                        | 2                        |
| 2022          | Không vượt qua vòng loại | Không vượt qua vòng loại | Không vượt qua vòng loại | Không vượt qua vòng loại | Không vượt qua vòng loại | Không vượt qua vòng loại | Không vượt qua vòng loại | Không vượt qua vòng loại |
| 2026 đến 2034 | Chưa xác định            | Chưa xác định            | Chưa xác định            | Chưa xác định            | Chưa xác định            | Chưa xác định            | Chưa xác định            | Chưa xác định            |
| Tổng cộng     | 5/22 2 lần tứ kết        | 5/22 2 lần tứ kết        | 18                       | 5                        | 3                        | 10                       | 21                       | 33                       |

### Thế vận hội Mùa hè
- (Nội dung thi đấu dành cho cấp đội tuyển quốc gia cho đến kỳ Đại hội năm 1988)

| Năm       | Thành tích               | Thứ hạng                 | Trận                     | Thắng                    | Hòa                      | Thua                     | Bàn thắng                | Bàn thua                 |
| --------- | ------------------------ | ------------------------ | ------------------------ | ------------------------ | ------------------------ | ------------------------ | ------------------------ | ------------------------ |
| 1900–1928 | Không vượt qua vòng loại | Không vượt qua vòng loại | Không vượt qua vòng loại | Không vượt qua vòng loại | Không vượt qua vòng loại | Không vượt qua vòng loại | Không vượt qua vòng loại | Không vượt qua vòng loại |
| 1936      | Tứ kết                   | 5/16                     | 2                        | 2                        | 0                        | 0                        | 11                       | 5                        |
| 1948–1956 | Không vượt qua vòng loại | Không vượt qua vòng loại | Không vượt qua vòng loại | Không vượt qua vòng loại | Không vượt qua vòng loại | Không vượt qua vòng loại | Không vượt qua vòng loại | Không vượt qua vòng loại |
| 1960      | Vòng 1                   | 11/16                    | 3                        | 1                        | 0                        | 2                        | 6                        | 9                        |
| 1964–1988 | Không vượt qua vòng loại | Không vượt qua vòng loại | Không vượt qua vòng loại | Không vượt qua vòng loại | Không vượt qua vòng loại | Không vượt qua vòng loại | Không vượt qua vòng loại | Không vượt qua vòng loại |
| Tổng cộng | 2/24 1 lần tứ kết        | 2/24 1 lần tứ kết        | 5                        | 3                        | 0                        | 2                        | 17                       | 14                       |

### Cúp bóng đá Nam Mỹ
| Năm            | Kết quả       | St            | T             | H             | B             | Bt            | Bb            |
| -------------- | ------------- | ------------- | ------------- | ------------- | ------------- | ------------- | ------------- |
| 1916 đến 1926  | Không tham dự | Không tham dự | Không tham dự | Không tham dự | Không tham dự | Không tham dự | Không tham dự |
| 1927           | Hạng ba       | 3             | 1             | 0             | 2             | 4             | 11            |
| 1929           | Hạng tư       | 3             | 0             | 0             | 3             | 1             | 12            |
| 1935           | Hạng ba       | 3             | 1             | 0             | 2             | 2             | 5             |
| 1937           | Hạng sáu      | 5             | 1             | 1             | 3             | 7             | 10            |
| 1939           | Vô địch       | 4             | 4             | 0             | 0             | 13            | 4             |
| 1941           | Hạng tư       | 4             | 1             | 0             | 3             | 5             | 5             |
| 1942           | Hạng năm      | 6             | 1             | 2             | 3             | 5             | 10            |
| 1945 đến 1946  | Bỏ cuộc       | Bỏ cuộc       | Bỏ cuộc       | Bỏ cuộc       | Bỏ cuộc       | Bỏ cuộc       | Bỏ cuộc       |
| 1947           | Hạng năm      | 7             | 2             | 2             | 3             | 12            | 9             |
| 1949           | Hạng ba       | 7             | 5             | 0             | 2             | 20            | 13            |
| 1953           | Hạng năm      | 6             | 3             | 1             | 2             | 4             | 6             |
| 1955           | Hạng ba       | 5             | 2             | 2             | 1             | 13            | 11            |
| 1956           | Hạng sáu      | 5             | 0             | 1             | 4             | 6             | 11            |
| 1957           | Hạng tư       | 6             | 4             | 0             | 2             | 12            | 9             |
| Argentina 1959 | Hạng tư       | 6             | 1             | 3             | 2             | 10            | 11            |
| Ecuador 1959   | Không tham dự | Không tham dự | Không tham dự | Không tham dự | Không tham dự | Không tham dự | Không tham dự |
| 1963           | Hạng năm      | 6             | 2             | 1             | 3             | 8             | 11            |
| 1967           | Bỏ cuộc       | Bỏ cuộc       | Bỏ cuộc       | Bỏ cuộc       | Bỏ cuộc       | Bỏ cuộc       | Bỏ cuộc       |
| 1975           | Vô địch       | 9             | 6             | 1             | 2             | 14            | 7             |
| 1979           | Hạng tư       | 2             | 0             | 1             | 1             | 1             | 2             |
| 1983           | Hạng ba       | 6             | 2             | 3             | 1             | 7             | 6             |
| 1987           | Vòng bảng     | 2             | 0             | 2             | 0             | 2             | 2             |
| 1989           | Vòng bảng     | 4             | 0             | 3             | 1             | 4             | 7             |
| 1991           | Vòng bảng     | 4             | 1             | 0             | 3             | 9             | 9             |
| 1993           | Tứ kết        | 4             | 1             | 2             | 1             | 4             | 5             |
| 1995           | Vòng bảng     | 3             | 0             | 1             | 2             | 2             | 2             |
| 1997           | Hạng tư       | 6             | 3             | 0             | 3             | 5             | 11            |
| 1999           | Tứ kết        | 4             | 2             | 1             | 1             | 7             | 6             |
| 2001           | Tứ kết        | 4             | 1             | 1             | 2             | 4             | 8             |
| 2004           | Tứ kết        | 4             | 1             | 2             | 1             | 7             | 6             |
| 2007           | Tứ kết        | 4             | 1             | 1             | 2             | 5             | 8             |
| 2011           | Hạng ba       | 6             | 3             | 1             | 2             | 8             | 5             |
| 2015           | Hạng ba       | 6             | 3             | 1             | 2             | 8             | 5             |
| 2016           | Tứ kết        | 4             | 2             | 1             | 1             | 4             | 2             |
| 2019           | Á quân        | 6             | 2             | 2             | 2             | 7             | 9             |
| 2021           | Hạng tư       | 7             | 2             | 2             | 3             | 10            | 14            |
| 2024           | Vòng bảng     | 3             | 0             | 1             | 2             | 0             | 3             |
| Tổng cộng      | 2 lần vô địch | 140           | 56            | 38            | 61            | 203           | 227           |

### Cúp Vàng CONCACAF
Peru từng một lần tham dự Cúp Vàng CONCACAF với tư cách khách mời vào năm 2000, thành tích của đội là lọt vào bán kết.
| Năm  | Kết quả | St | T | H | B | Bt | Bb |
| ---- | ------- | -- | - | - | - | -- | -- |
| 2000 | Bán kết | 4  | 1 | 1 | 2 | 7  | 7  |

## Cầu thủ

### Đội hình hiện tại
Đội hình đã hoàn thành Copa América 2024

Số liệu thống kê tính đến ngày 29 tháng 6 năm 2024 sau trận gặp Argentina.

| Số | VT | Cầu thủ                     | Ngày sinh (tuổi)  | Trận | Bàn | Câu lạc bộ                |
| -- | -- | --------------------------- | ----------------- | ---- | --- | ------------------------- |
| 1  | TM | Pedro Gallese               | 23 tháng 2, 1990  | 109  | 0   | Orlando City              |
| 12 | TM | Carlos Cáceda               | 27 tháng 9, 1991  | 8    | 0   | Melgar                    |
| 21 | TM | Diego Romero                | 17 tháng 8, 2001  | 0    | 0   | Universitario             |
|    |    |                             |                   |      |     |                           |
| 2  | HV | Luis Abram                  | 27 tháng 2, 1996  | 42   | 1   | Atlanta United            |
| 3  | HV | Aldo Corzo                  | 20 tháng 5, 1989  | 52   | 0   | Universitario             |
| 4  | HV | Anderson Santamaría         | 10 tháng 1, 1992  | 29   | 0   | Santos Laguna             |
| 5  | HV | Carlos Zambrano             | 10 tháng 7, 1989  | 75   | 4   | Alianza Lima              |
| 6  | HV | Marcos López                | 20 tháng 11, 1999 | 38   | 0   | Feyenoord                 |
| 15 | HV | Miguel Araujo               | 24 tháng 10, 1994 | 34   | 0   | Portland Timbers          |
| 17 | HV | Luis Advíncula              | 2 tháng 3, 1990   | 119  | 2   | Boca Juniors              |
| 19 | HV | Oliver Sonne                | 10 tháng 11, 2000 | 5    | 0   | Silkeborg                 |
| 22 | HV | Alexander Callens           | 4 tháng 5, 1992   | 44   | 1   | Girona                    |
|    |    |                             |                   |      |     |                           |
| 8  | TV | Sergio Peña                 | 28 tháng 9, 1995  | 41   | 4   | Malmö                     |
| 10 | TV | Christian Cueva             | 23 tháng 11, 1991 | 100  | 16  | Free Agent                |
| 13 | TV | Jesús Castillo              | 11 tháng 6, 2001  | 10   | 1   | Gil Vicente               |
| 16 | TV | Wilder Cartagena            | 23 tháng 9, 1994  | 35   | 0   | Orlando City              |
| 23 | TV | Piero Quispe                | 14 tháng 8, 2001  | 8    | 1   | UNAM                      |
|    |    |                             |                   |      |     |                           |
| 7  | TĐ | Andy Polo                   | 29 tháng 9, 1994  | 47   | 1   | Universitario             |
| 9  | TĐ | Paolo Guerrero (đội trưởng) | 1 tháng 1, 1984   | 122  | 39  | Universidad César Vallejo |
| 11 | TĐ | Bryan Reyna                 | 23 tháng 8, 1998  | 12   | 2   | Belgrano                  |
| 14 | TĐ | Gianluca Lapadula           | 7 tháng 2, 1990   | 36   | 9   | Cagliari                  |
| 18 | TĐ | André Carrillo              | 14 tháng 6, 1991  | 100  | 11  | Al-Qadsiah                |
| 20 | TĐ | Edison Flores               | 15 tháng 5, 1994  | 76   | 16  | Universitario             |
| 24 | TĐ | José Rivera                 | 8 tháng 5, 1997   | 4    | 0   | Universitario             |
| 25 | TĐ | Joao Grimaldo               | 20 tháng 2, 2003  | 9    | 1   | Blackburn Rovers          |
| 26 | TĐ | Franco Zanelatto            | 9 tháng 5, 2000   | 5    | 0   | Alianza Lima              |

### Triệu tập gần đây
| Vt | Cầu thủ              | Ngày sinh (tuổi)  | Số trận | Bt | Câu lạc bộ                | Lần cuối triệu tập                  |
| -- | -------------------- | ----------------- | ------- | -- | ------------------------- | ----------------------------------- |
| TM | Renato Solís         | 27 tháng 1, 1998  | 0       | 0  | Sporting Cristal          | v. Cộng hòa Dominica, 26 March 2024 |
| TM | Alejandro Duarte     | 5 tháng 4, 1994   | 0       | 0  | Alajuelense               | v. Venezuela, 21 November 2023      |
|    |                      |                   |         |    |                           |                                     |
| HV | Paolo Reyna          | 13 tháng 10, 2001 | 1       | 0  | Melgar                    | v. Paraguay, 7 June 2024            |
| HV | Gu-Rum Choi          | 22 tháng 8, 1998  | 0       | 0  | ADT                       | 2024 Copa América PRE               |
| HV | Matías Lazo          | 11 tháng 7, 2003  | 0       | 0  | Melgar                    | 2024 Copa América PRE               |
| HV | Nelson Cabanillas    | 8 tháng 2, 2000   | 0       | 0  | Universitario             | 2024 Copa América PRE               |
| HV | Miguel Trauco        | 25 tháng 8, 1992  | 75      | 0  | Criciúma                  | v. Cộng hòa Dominica, 26 March 2024 |
| HV | Carlos Ascues        | 19 tháng 6, 1992  | 26      | 5  | Universidad César Vallejo | v. Cộng hòa Dominica, 26 March 2024 |
| HV | Erick Noriega        | 22 tháng 7, 2001  | 1       | 0  | Comerciantes Unidos       | v. Cộng hòa Dominica, 26 March 2024 |
| HV | Rafael Lutiger       | 3 tháng 7, 2001   | 0       | 0  | Sport Boys                | v. Bolivia, 16 November 2023 INJ    |
| HV | Jhilmar Lora         | 24 tháng 10, 2000 | 8       | 0  | Sporting Cristal          | v. Bolivia, 16 November 2023 PRE    |
| HV | Leonardo Díaz        | 19 tháng 3, 2004  | 0       | 0  | Sporting Cristal          | v. Bolivia, 16 November 2023 PRE    |
| HV | Marco Huamán         | 25 tháng 9, 2002  | 0       | 0  | Alianza Lima              | v. Bolivia, 16 November 2023 PRE    |
| HV | Emilio Saba          | 26 tháng 3, 2001  | 0       | 0  | Carlos A. Mannucci        | v. Bolivia, 16 November 2023 PRE    |
| HV | Arón Sánchez         | 4 tháng 5, 2003   | 0       | 0  | Academia Cantolao         | v. Bolivia, 16 November 2023 PRE    |
| HV | Nilson Loyola        | 26 tháng 10, 1994 | 9       | 0  | Universidad César Vallejo | v. Argentina, 17 October 2023       |
| HV | Alonso Yovera        | 11 tháng 2, 2001  | 0       | 0  | Cusco                     | v. Paraguay, 7 September 2023 PRE   |
|    |                      |                   |         |    |                           |                                     |
| TV | Renato Tapia         | 28 tháng 7, 1995  | 85      | 5  | Celta Vigo                | v. El Salvador, 14 June 2024 WD     |
| TV | Martín Távara        | 25 tháng 3, 1999  | 4       | 0  | Sporting Cristal          | 2024 Copa América PRE               |
| TV | Catriel Cabellos     | 18 tháng 8, 2004  | 0       | 0  | Alianza Lima              | 2024 Copa América PRE               |
| TV | Alfonso Barco        | 7 tháng 12, 2001  | 0       | 0  | Defensor Sporting         | 2024 Copa América PRE               |
| TV | Kenji Cabrera        | 27 tháng 1, 2003  | 0       | 0  | Melgar                    | 2024 Copa América PRE               |
| TV | Pedro Aquino         | 13 tháng 4, 1995  | 36      | 3  | Santos Laguna             | v. Nicaragua, 22 March 2024 INJ     |
| TV | Yoshimar Yotún INJ   | 7 tháng 4, 1990   | 128     | 8  | Sporting Cristal          | v. Venezuela, 21 November 2023      |
| TV | Alexis Arias         | 13 tháng 12, 1995 | 5       | 0  | Melgar                    | v. Venezuela, 21 November 2023      |
| TV | Walter Tandazo       | 14 tháng 6, 2000  | 0       | 0  | Melgar                    | v. Venezuela, 21 November 2023      |
| TV | Gonzalo Aguirre      | 6 tháng 5, 2003   | 0       | 0  | Nueva Chicago             | v. Bolivia, 16 November 2023 PRE    |
| TV | Adrián Ascues        | 15 tháng 11, 2002 | 0       | 0  | Sporting Cristal          | v. Bolivia, 16 November 2023 PRE    |
| TV | Kenji Cabrera        | 27 tháng 1, 2003  | 0       | 0  | Melgar                    | v. Bolivia, 16 November 2023 PRE    |
| TV | Jefferson Cáceres    | 22 tháng 8, 2002  | 0       | 0  | Melgar                    | v. Bolivia, 16 November 2023 PRE    |
| TV | Sebastián Cavero     | 20 tháng 6, 2002  | 0       | 0  | Melgar                    | v. Bolivia, 16 November 2023 PRE    |
| TV | Christian Neira      | 23 tháng 11, 2000 | 0       | 0  | Unión Comercio            | v. Bolivia, 16 November 2023 PRE    |
| TV | Christofer Gonzáles  | 12 tháng 10, 1992 | 47      | 3  | Universitario             | v. Argentina, 17 October 2023       |
| TV | Jairo Concha         | 27 tháng 5, 1999  | 2       | 0  | Universitario             | v. Argentina, 17 October 2023       |
| TV | Jostin Alarcón       | 12 tháng 7, 2002  | 0       | 0  | Sporting Cristal          | v. Chile, 12 October 2023 PRE       |
| TV | Aldair Fuentes       | 25 tháng 1, 1998  | 0       | 0  | Alianza Lima              | v. Chile, 12 October 2023 PRE       |
| TV | Leonardo Villar      | 18 tháng 3, 2000  | 0       | 0  | Sport Huancayo            | v. Chile, 12 October 2023 PRE       |
|    |                      |                   |         |    |                           |                                     |
| TĐ | Alex Valera          | 16 tháng 5, 1996  | 15      | 3  | Universitario             | v. Paraguay, 7 June 2024 WD         |
| TĐ | Raúl Ruidíaz         | 25 tháng 7, 1990  | 55      | 4  | Seattle Sounders          | 2024 Copa América PRE               |
| TĐ | Luis Iberico         | 8 tháng 2, 1998   | 7       | 2  | Riga                      | 2024 Copa América PRE               |
| TĐ | Kevin Quevedo        | 22 tháng 2, 1997  | 1       | 0  | Universidad Católica      | 2024 Copa América PRE               |
| TĐ | Jhamir D'Arrigo      | 15 tháng 11, 1999 | 0       | 0  | Alianza Lima              | 2024 Copa América PRE               |
| TĐ | Fabrizio Roca        | 20 tháng 3, 2002  | 0       | 0  | Sport Boys                | 2024 Copa América PRE               |
| TĐ | Santiago Ormeño      | 4 tháng 2, 1994   | 11      | 0  | Puebla                    | v. Venezuela, 21 November 2023      |
| TĐ | Matías Succar        | 16 tháng 2, 1999  | 0       | 0  | Carlos A. Mannucci        | v. Venezuela, 21 November 2023      |
| TĐ | Christopher Olivares | 3 tháng 4, 1999   | 0       | 0  | Universitario             | v. Chile, 12 October 2023 PRE       |
| TĐ | Brandon Palacios     | 25 tháng 3, 1998  | 0       | 0  | Sport Boys                | v. Chile, 12 October 2023 PRE       |

- INJ Rút lui vì chấn thương
- PRE Đội hình sơ bộ
- WD Rút lui do vấn đề thể lực

## Cầu thủ nổi tiếng
| - Héctor Chumpitaz - Teófilo Cubillas - Jefferson Farfán - José Paolo Guerrero - Roberto Palacios - Claudio Pizarro - Nolberto Solano - Teodoro "Lolo" Fernandez - Alberto Terry - Roberto Challe - Hugo Sotil - Cesar Cueto | - Juan Jose Jayo - Jorge Soto - Juan Reynoso - José "Puma" Carranza - Flavio Maestri - Germán Carty - Roberto Martínez Tudela - Franco Navarro - Julio César Uribe - Eugenio la Rosa - Gerónimo Barbadillo - Juan Carlos Oblitas | - Ramon "El Loco" Quiroga - Juan "el mago" Valdivieso - Alejandro Villanueva - Alberto Gallardo - Nicolas Fuentes - Ramon Mifflin - Pedro "Perico" Leon - Julio Baylon - Victor Calatayud - Oswaldo "Cachito" Ramirez - José "Chemo" del Solar - Juan Manuel Vargas |

## Kỷ lục
Tính đến 29 tháng 6 năm 2024

### Khoác áo đội tuyển quốc gia nhiều nhất
| # | Cầu thủ          | Năm thi đấu | Số trận | Bàn thắng |
| - | ---------------- | ----------- | ------- | --------- |
| 1 | Roberto Palacios | 128         | 19      | 1992–2012 |
| 1 | Yoshimar Yotún   | 128         | 8       | 2011–     |
| 3 | Paolo Guerrero   | 122         | 39      | 2004–     |
| 4 | Luis Advíncula   | 119         | 2       | 2010–     |
| 5 | Pedro Gallese    | 109         | 0       | 2014–     |
| 6 | Héctor Chumpitaz | 105         | 3       | 1965–1981 |
| 7 | Jefferson Farfán | 102         | 27      | 2003–2021 |
| 8 | Jorge Soto       | 101         | 9       | 1992–2005 |
| 9 | André Carrillo   | 100         | 11      | 2011–     |
| 9 | Christian Cueva  | 100         | 16      | 2011–     |

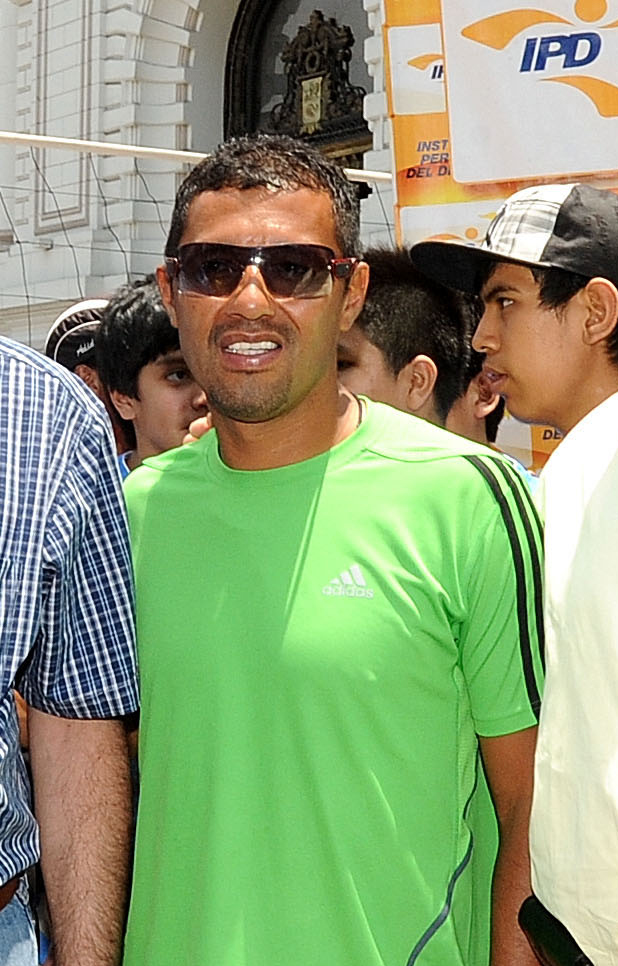
Roberto Palacios là cầu thủ thi đấu nhiều nhất với 128 trận.

- in đậm = vẫn còn thi đấu ở đội tuyển quốc gia

### Ghi nhiều bàn thắng nhất
| #  | Cầu thủ           | Bàn thắng | Số trận | Hiệu suất | Năm thi đấu |
| -- | ----------------- | --------- | ------- | --------- | ----------- |
| 1  | Paolo Guerrero    | 39        | 122     | 0.32      | 2004–       |
| 2  | Jefferson Farfán  | 27        | 102     | 0.26      | 2003–2021   |
| 3  | Teófilo Cubillas  | 26        | 81      | 0.32      | 1968–1982   |
| 4  | Teodoro Fernández | 24        | 32      | 0.75      | 1935–1947   |
| 5  | Claudio Pizarro   | 20        | 85      | 0.24      | 1999–2016   |
| 5  | Nolberto Solano   | 20        | 95      | 0.21      | 1994–2008   |
| 7  | Roberto Palacios  | 19        | 128     | 0.15      | 1992–2012   |
| 8  | Hugo Sotil        | 18        | 62      | 0.29      | 1970–1978   |
| 9  | Oswaldo Ramírez   | 17        | 57      | 0.3       | 1969–1982   |
| 10 | Franco Navarro    | 16        | 56      | 0.29      | 1980–1989   |
| 10 | Christian Cueva   | 16        | 100     | 0.16      | 2011–       |

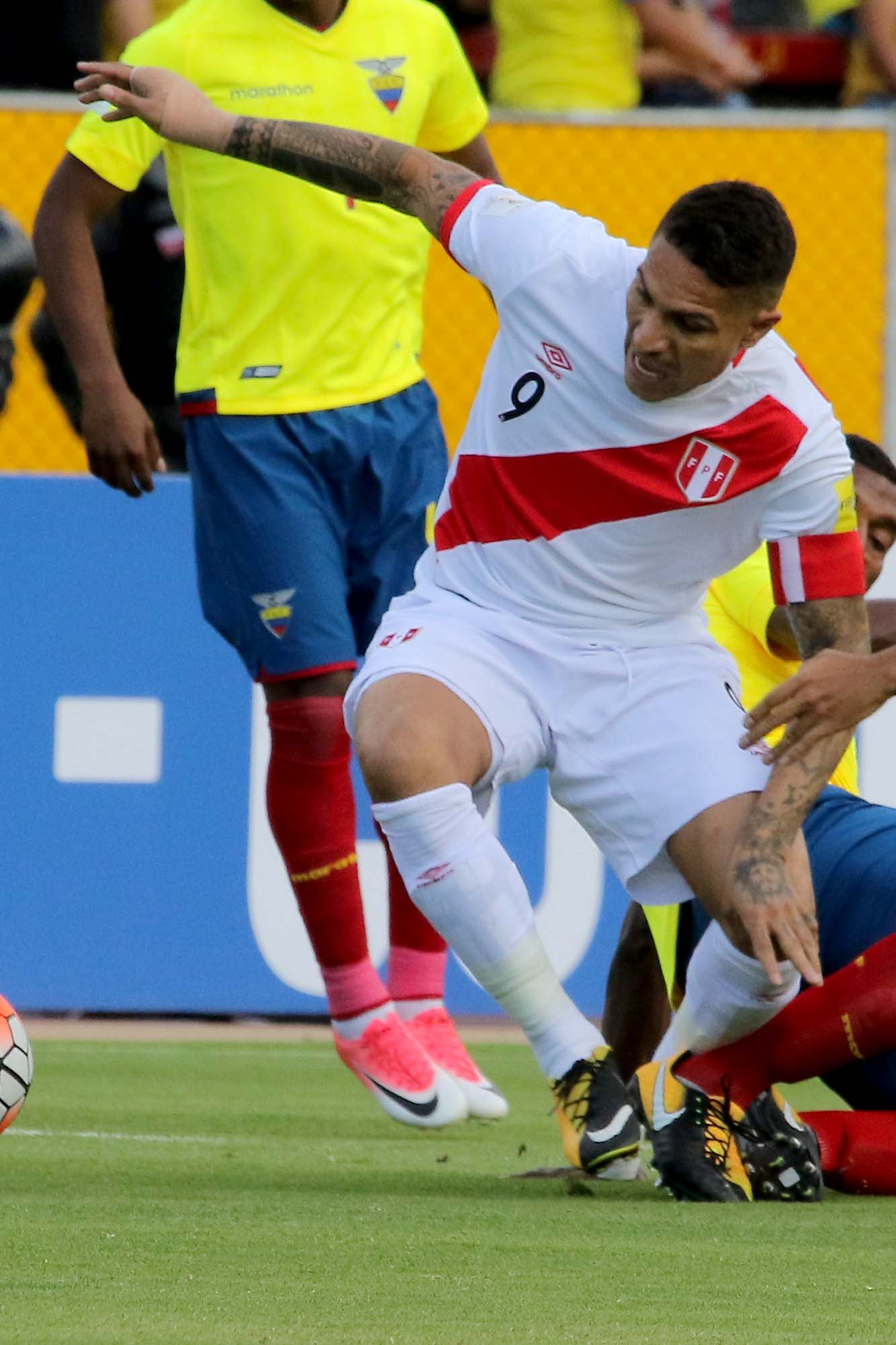
Paolo Guerrero là cầu thủ ghi nhiều bàn thắng nhất cho đội tuyển quốc gia với 39 bàn.

- in đậm = vẫn còn thi đấu ở đội tuyển quốc gia